# Consorzio obbligatorio degli istituti di emissione
Il Consorzio obbligatorio tra gli istituti di emissione fu introdotto nel Regno d'Italia nel 1874 per disciplinare i diritti e i doveri degli istituti autorizzati ad emettere banconote a corso forzoso. 

## Storia
Ne facevano parte le sei banche d'emissione del Regno: Banca Nazionale nel Regno d'Italia, Banca Nazionale Toscana,  Banca Toscana di Credito per le Industrie e il Commercio d'Italia, Banco di Napoli, Banco di Sicilia e Banca Romana. Veniva rigidamente determinato il tetto massimo di banconote che ciascuno dei sei istituti di emissione poteva emettere, così come i rapporti tra le riserve metalliche e i biglietti in circolazione. 
La Banca Nazionale continuava ad essere un istituto di diritto privato (società per azioni), ma i controlli ministeriali erano rafforzati. L'emissione avveniva senza prefissare alcuna copertura. Nel frattempo il governo aveva raggiunto il pareggio del bilancio e nel nuovo clima di fiducia il corso forzoso fu abolito. Non si verificò una corsa alla conversione con moneta aurea, e ciò confermava quella scuola di pensiero tra gli economisti che sosteneva che la moneta aveva sostanzialmente un corso fiduciario, parzialmente svincolato dal rigido rapporto con la riserva metallica.
Ad una aumentata fiducia verso lo Stato corrispose però negli anni ottanta del XIX secolo, una grave crisi bancaria, che coinvolse anche gli istituti di emissione. Il governo tentò di nascondere le difficoltà e le irregolarità commesse da tali istituti, fino a che non scoppiò il cosiddetto "scandalo della Banca Romana": tale banca, a fronte di una autorizzazione a emettere moneta per 60 milioni di lire, aveva in realtà stampato banconote per 113 milioni. 
Il governo Giolitti affrontò la crisi con la fusione di Banca Nazionale del Regno d'Italia, Banca Nazionale Toscana, Banca Toscana di Credito per le Industrie e il Commercio d'Italia nell'ambito della neocostituita Banca d'Italia (legge n. 449 del 10 agosto 1893), che assumeva il compito dell'emissione, e anche la liquidazione della Banca Romana. Rimanevano come istituti d'emissione autonomi Banco di Napoli e Banco di Sicilia.